# Vicente Palmaroli
Vicente Palmaroli González (Zarzalejo, 5 de septiembre de 1834-Madrid, 25 de enero de 1896) fue un pintor español del periodo romántico que evolucionó hacia la pintura  costumbrista en la línea de Mariano Fortuny; el estilo denominado "preciosismo".

## Biografía

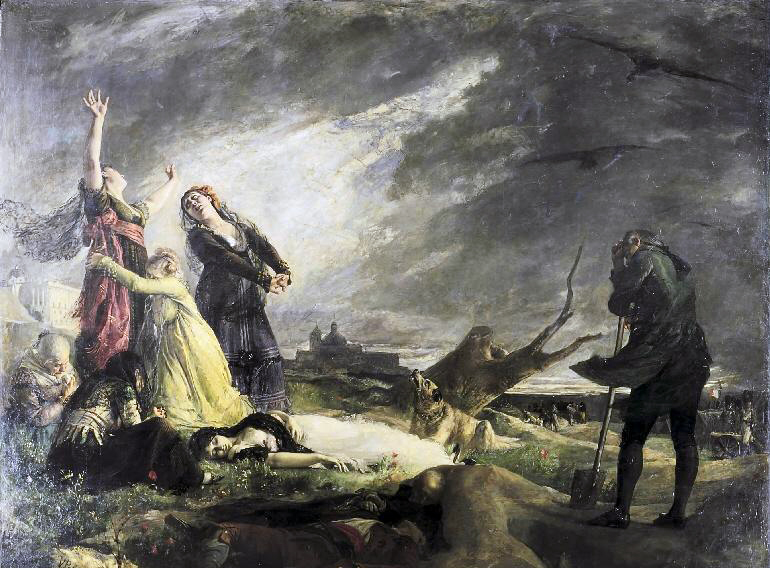
El 3 de mayo de 1808 (1871).

Nació en la localidad madrileña de Zarzalejo el 5 de septiembre de 1834, hijo de Gaetano Palmaroli, pintor y litógrafo italiano, y de la madrileña Tomasa González, sucedió a su padre a su muerte, en 1853, en la plaza de litógrafo del departamento que bajo los auspicios de Francisco de Asís de Borbón se creó en el Museo del Prado con el apoyo de José Madrazo. Estudió en la Real Academia de Bellas Artes de San Fernando. En 1867 acudió, con la delegación española, a la Exposición Universal de París, donde conoció a Ernest Meissonier, que influyó en sus cuadros posteriores. Solicitó la excedencia y en 1857 se fue a la Academia de Roma, donde formó parte del grupo de pintores pensionados españoles que se reunían en el Café Greco (Luis Álvarez Catalá, Dióscoro Puebla, Casado del Alisal, Rosales, Mercadé, Fortuny y Alejo Vera, entre otros). En 1862 presentó dos obras realizadas en Italia a la exposición Nacional de Bellas Artes de Madrid, obteniendo medalla de primera clase con Pacuccia, retrato de una campesina napolitana, y medalla de segunda clase por Sacra Conversazione. Volvió a Italia en 1863, donde permaneció hasta 1866. 
De regreso en Madrid consigue medalla de primera clase en la Exposición Nacional de 1867 por El sermón de la capilla Sixtina. Durante esa época dedica gran parte de su actividad al retrato (Sofía Reboulet, esposa del pintor, Retrato de la infanta Isabel de Borbón, Retrato de Amadeo I de Saboya, Retrato de Antonio Alcalá Galiano). En 1871, obtuvo otra primera medalla con Los fusilamientos del tres de mayo en la montaña del Príncipe Pío. De su pintura costumbrista cabe destacar dos cuadros realizados en 1883, El concierto y Confesión (cuya figura masculina es el hijo del pintor, Vicente Palmaroli Reboulet, a la edad de catorce años, en las playas de moda de la costa de Trouville). En 1872 fue admitido en la Real Academia de Bellas Artes de San Fernando. Instalado en París a partir de 1873 como pintor de tableautins, se trasladó a Roma al ser nombrado director de la Academia Española de Bellas Artes de Roma en 1882 en sustitución de Francisco Pradilla. Fue sucedido en dicho cargo en 1891 por Alejo Vera y Estaca.

### Director del Museo del Prado

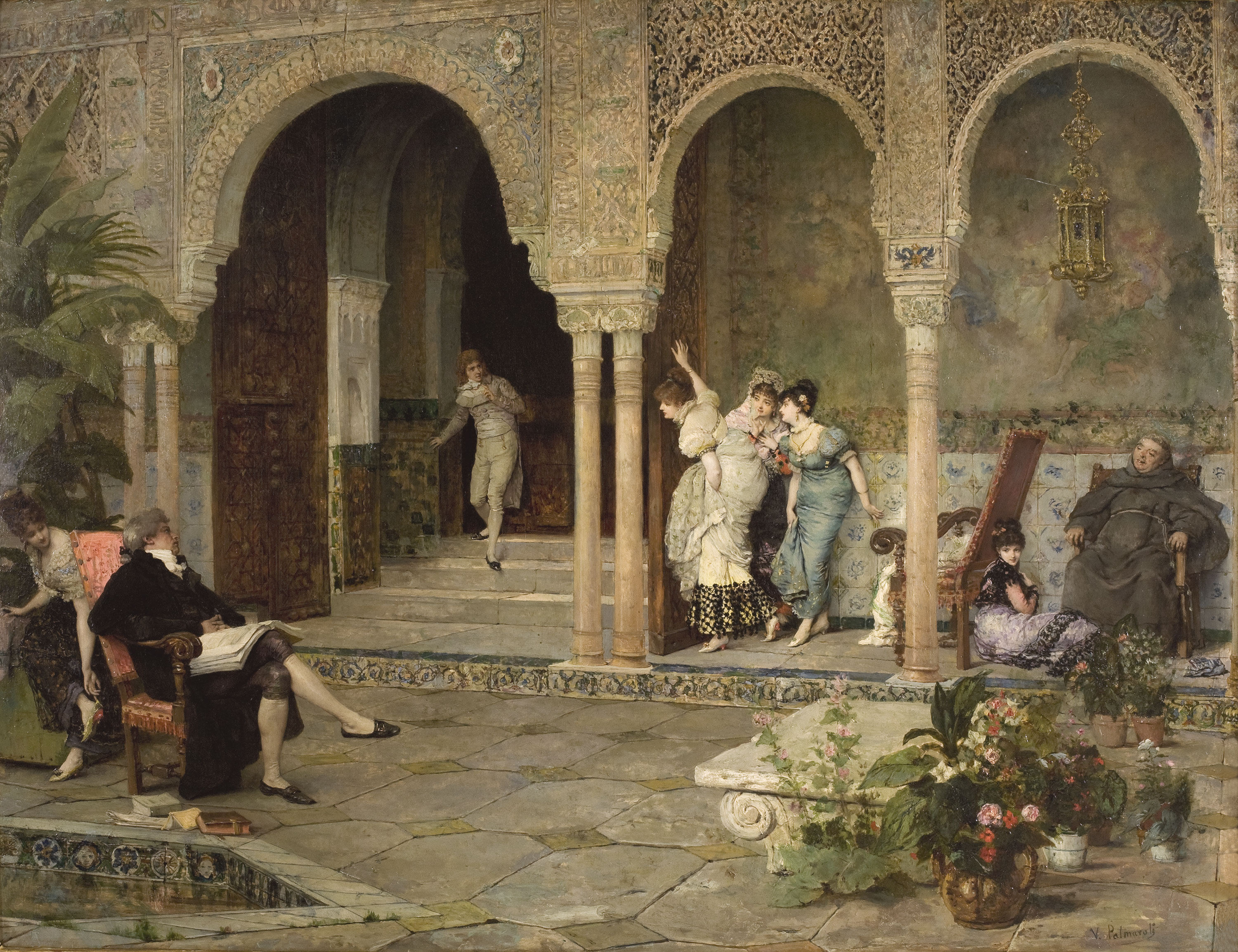
Al escondite (1896)

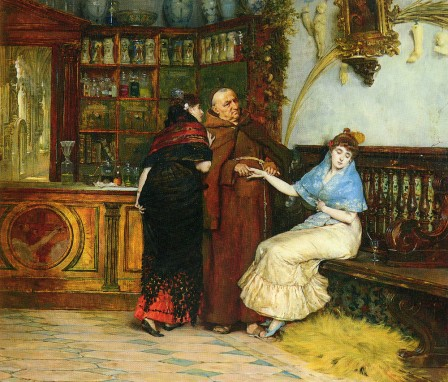
El mal de amores.

Palmaroli fue director del Museo del Prado desde 1894 hasta su muerte. Durante su gestión se creó una comisión ["Donaciones"] del Museo presidida por el director, secretario y un restaurador conservador, para que en lo sucesivo, las obras "donadas" al Museo fueran examinadas para aceptar o rechazar su admisión, a fin de controlar la calidad de estas. Promovió obras de mantenimiento, de reparación y de mejoras del edificio en general, ordenó sustituir las cubiertas de madera por otras metálicas. Pero la instalación de calefacción quedó en suspenso al no disponer de fondos. Bajo la dirección del arquitecto Fernando Arbós se realiza un proyecto para proceder a instalar las viviendas de los empleados en la ampliación lateral de los pabellones de chatarras, como prevención de incendios en 1895. También hizo traer de Sevilla la obra de Federico Madrazo, Las Marías en el sepulcro, procediendo a su restauración ante el mal estado de la tela. La generalidad de las obras agregadas por donación o adquiridas al fondo artístico del Museo del Prado durante el periodo de su mandato pasaron más tarde a formar parte de la colección del Museo de Arte Moderno.
Muerto en 1896, sus restos se encuentran en el cementerio de San Justo de Madrid.
El Museo del Prado conserva y tiene catalogadas treinta y tres obras de Palmaroli, entre las que pueden mencionarse: Los fusilamientos del tres de mayo en la montaña del Príncipe Pío (1871), Concepción Miramón de Duret, Modelo en el estudio del pintor, el citado Retrato de Amadeo I de Saboya y la Confesión. En el Museo de Jaén, cedido por la pinacoteca, se encuentra el Martirio de Santa Cristina. Su hijo, el diplomático Vicente Palmaroli Reboulet, que ocupó, entre otros puestos, el consulado de España en Yokohama, ante la escasez de la obra de su padre que había en el Museo del Prado, adquirió y recopiló con su propio dinero parte de la obra dispersa de su padre para donarla al museo.